# Museo de la Minería de Puertollano
El Museo de la Minería de Puertollano es un museo dedicado a la mina y a la actividad minera de la ciudad de Puertollano. Está administrado por el Ayuntamiento y fue financiado con fondos FEDER al 60% y con fondos municipales al 40%. 

## Localización
El museo está instalado en el Parque del Pozo Norte, donde hace años se encontraban las instalaciones mineras más importantes del óvalo norte de la cuenca minera. Se accede a Puertollano por Autovía, por autobús o tren de alta velocidad. El museo se encuentra en el Parque del Pozo Norte en la carretera a El Villar de Puertollano. 

## Historia
Sus instalaciones han sido construidas por iniciativa del Ayuntamiento de Puertollano y son una realidad gracias a los fondos FEDER y a los 660.000 euros que aportó la diputación provincial a la realización del proyecto. Fue inaugurado y abierto al público el 5 de octubre del 2006.

## Colecciones
Consta de un edificio y de una mina imagen. El edificio simula un taller de selección y rodea al castillete original por todos su lados excepto por el sur, dando la impresión que el edificio embute al castillete. 

### Primera planta
Se expone la creación del carbón por la acción de las erupciones volcánicas sobre la fauna y flora carbonífera, la geología del término, la paleontología con fósiles del carbonífero, la mineralogía. Posteriormente se aborda la evolución histórica, desde la minería prerromana hasta el descubrimiento del carbón y se exponen los recursos económicos de la sociedad preindustrial. 
Lo más interesante: un árbol fosilizado de tres metros de altura y los restos de un anfibio, junto con la reproducción del modelo original de escayola de la escultura Minera de Puertollano, obra del escultor Julio Antonio [1909], procedente del Museo de Arte Moderno de Tarragona). 

### Segunda planta
La sección los orígenes de la minería en España nos pone de manifiesto la importancia de esta actividad en la península ibérica desde el Calcolítico hasta época tardorromana, incidiéndose en todas las culturas que han arribado desde el Mediterráneo Oriental para intercambiar metales con las culturas autóctonas.
Muestra el impacto socioeconómico sufrido por la sociedad local como consecuencia del descubrimiento y explotación del carbón. Se realiza un recorrido sobre diversos aspectos: utilidades del carbón, industrialización, el ferrocarril, el minero, las fiestas, etc. 
Lo más interesante: una reproducción a escala 1:87 del complejo ferroviario existente en Puertollano durante buena parte del siglo XX. El autor es Carmelo Alonso Catalán, responsable del Área de maquetismo y modelación de la empresa de base tecnológica de la Universidad de Granada Restaura GMR Siglo XXI y tiene unas dimensiones de 9 metros de larga por 2,1 m de ancha; ha invertido en su realización dieciocho meses después de consultar numerosa documentación y fotografías de la época. Fue inaugurada el 4 de diciembre de 2009, festividad de Santa Bárbara, patrona de los mineros, fecha elegida por la íntima relación entre minería y ferrocarril en Puertollano. Está ambientada en los primeros años de la década de los sesenta y presenta cuatro focos de atención o puntos neurálgicos: 
- la estación de la RENFE, también conocida popularmente como la estación de la ancha
- la estación de FEVE (Ferrocarriles Españoles de Vía Estrecha) denominada como la estación de la estrecha
- la estación de la línea Puertollano-Valdepeñas, que respondía a la denominación del trenillo de la Calzada
- la escombrera de escorias que todo el mundo nombra como el Terri.

### Sótano
La reconstrucción de la mina (mina-imagen), nos muestra un recorrido cronológico por las diversos tipos de explotación realizados en las instalaciones mineras de interior, en la ciudad de Puertollano, desde el año 1875 hasta el año 1975, cuando se produce el cierre definitivo de las minas de interior.
Se reproducen cronológicamente los diversos tipos de explotación de interior en la cuenca de Puertollano desde el sistema de cámaras y pilares con extracción manual, a los empleados antes del cierre de las minas totalmente mecanizados. 

### Exterior
En el exterior se muestra diversos tipos de maquinaria.

### Información útil
La entrada es gratuita. 
Los horarios son:
- Verano (del 1 de abril al 30 de octubre): de 10:00 a 14:00 y de 17:00 a 20:00.
- Invierno (Del 1 de noviembre al 31 de marzo): de 10:00 a 14:00 y de 16:00 a 19:00.
- Domingos y festivos de 10:00 a 14:00 (todo el año)

## Galería de imágenes

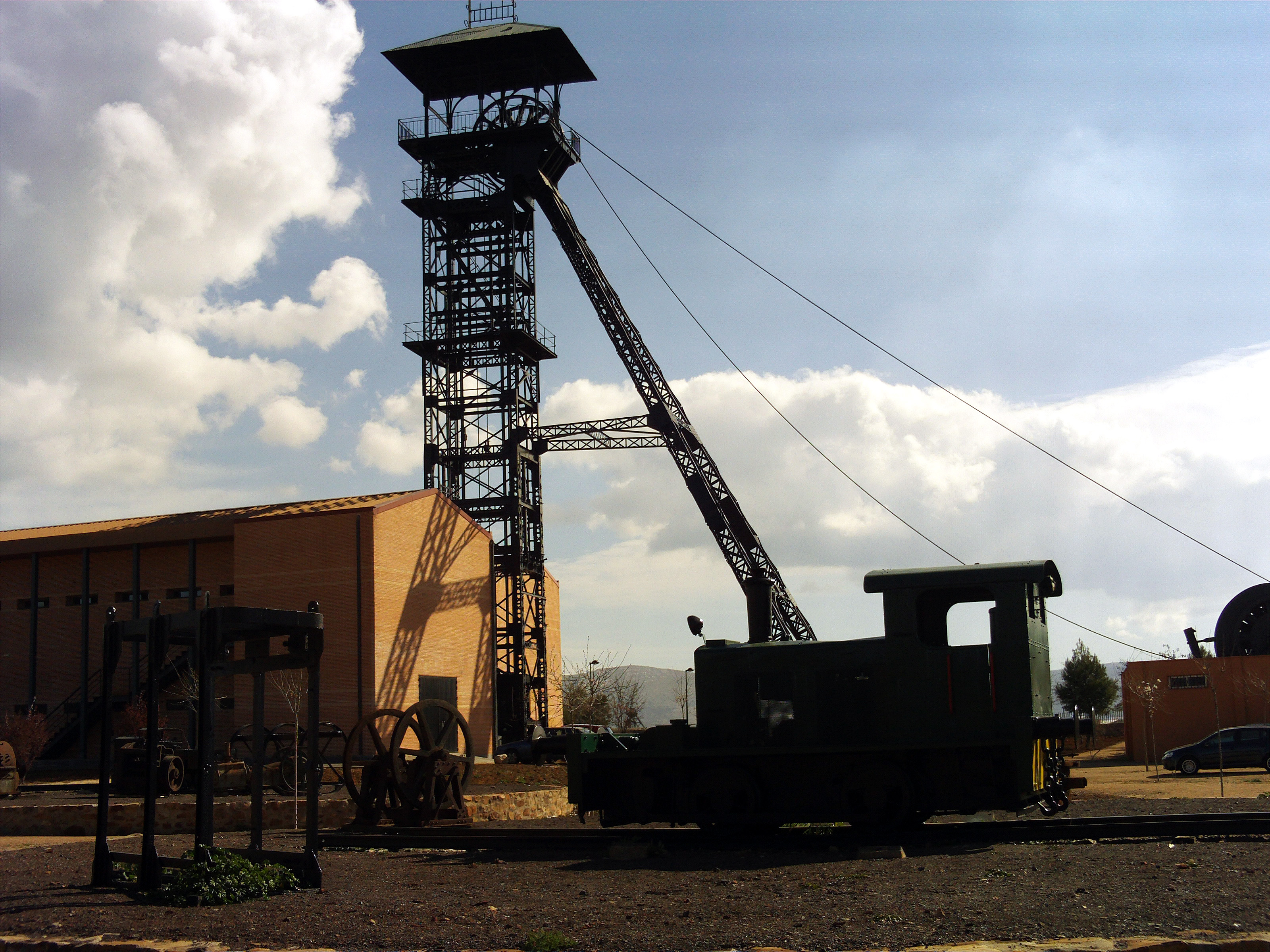
Parte posterior del Museo de la Minería
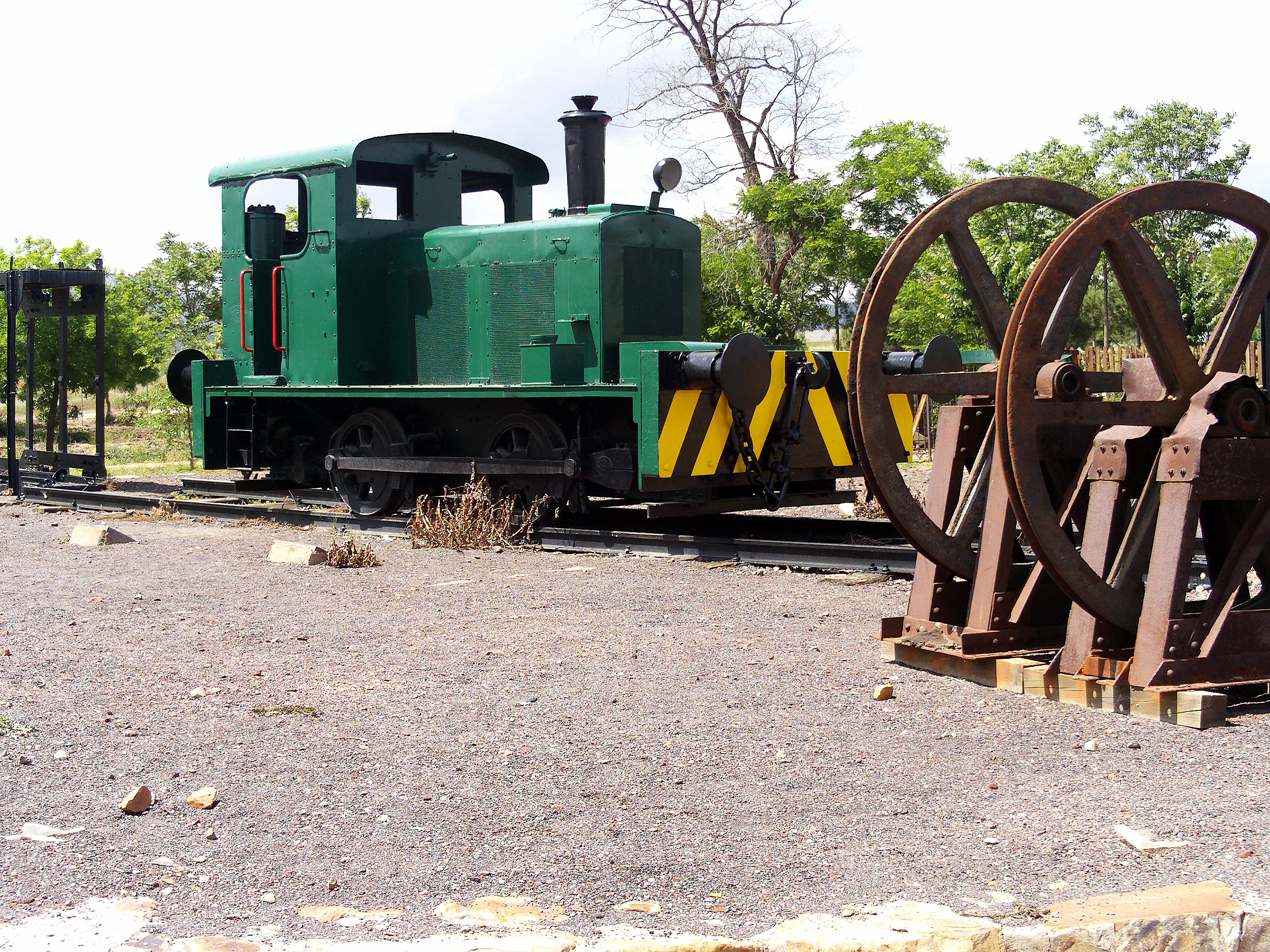
Locomotora de transporte de mineral del Museo de la Minería
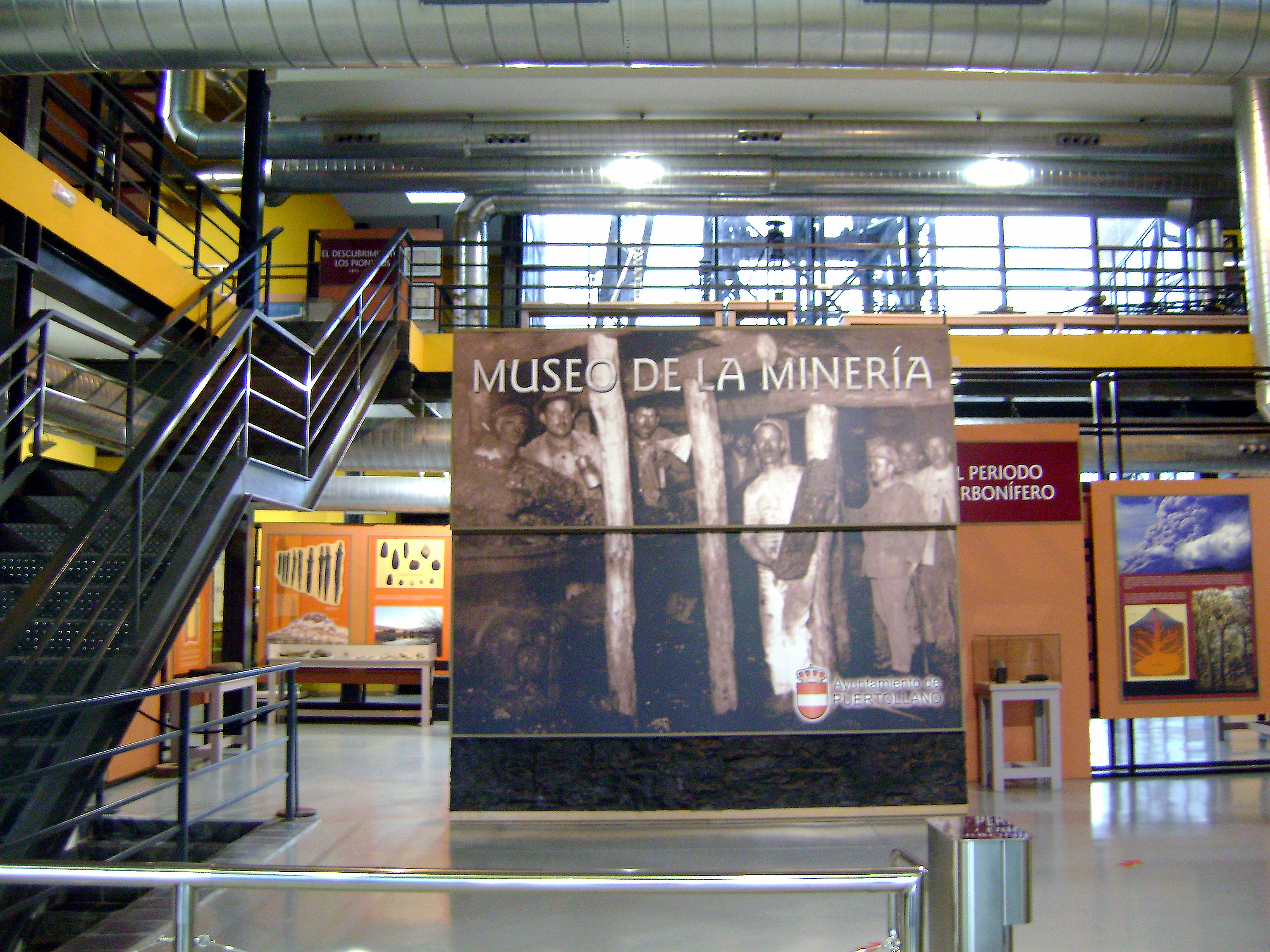
Vestíbulo de entrada del Museo de la Minería
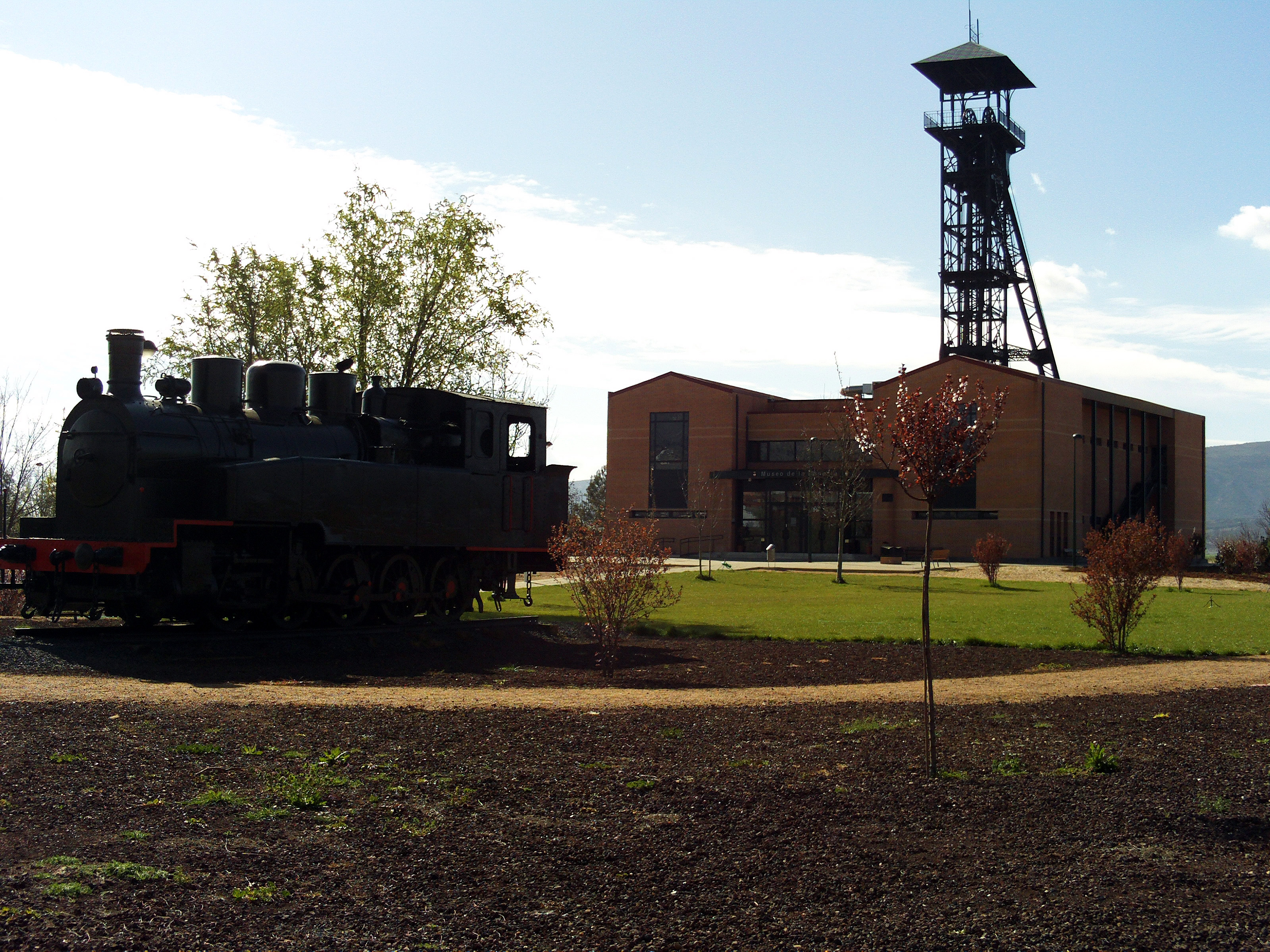
Locomotora "La Gorda" del Museo de la Minería